# Hemiempusa fronticornis
Hemiempusa fronticornis es una especie de mantis de la familia Empusidae.

## Distribución geográfica
Se encuentra en   Natal, en (Sudáfrica).